# 美しくなりま専科
美しくなりま専科（うつくしくなりませんか）は、サンテレビなどで放送されていた美容情報番組である。事実上高須クリニックの提供番組であり、1か月に1回のペースで放映されていた。

## 番組内容
高須クリニック院長・高須克弥が美容整形について解説する番組。日本だけでなく世界の美容情報なども取り扱った。息子の高須幹弥も番組に出演していた。
「タカス美女軍団」として作家の岩井志麻子、漫画家の西原理恵子、『週刊新潮』部長職編集委員中瀬ゆかりがゲストとして登場することが多い。美容整形を体験したゲストとして林葉直子や野村沙知代が登場した事がある。番組前半にはロケに出てゲームをすることがある。
2009年10月からは、同じ高須克弥が出演する月一回のバラエティ番組「デーブ&克弥のおもしろくてゴメン！」もこの番組とは別に放送開始となった（放送される局は、この番組と同じ模様）。

## 司会
- 海原さおり・しおり、岩崎なおあき（～2000年3月）
- 塚本けい子、岩崎なおあき（2000年4月～2000年11月）
- 春やすこ、岩崎なおあき（2000年12月～2009年）

## スタッフ
- 構成：尼子成夫
- ディレクター：西山宏
- プロデュース：小幡隆英（マガジンプランニング）
- 技術協力：テーク・ワン
- スタジオ：エイトスタジオ
- 制作プロダクション：MEW
- 企画：マガジンプランニング

## ネット局
| 放送局     | 放送曜日と時間     |
| ---------- | ------------------ |
| TOKYO MX   | 月曜 10:30 - 11:00 |
| ぎふチャン | 土曜 17:30 - 18:00 |
| チバテレ   | 金曜 11:30 - 12:00 |
| テレ玉     | 木曜 11:00 - 11:30 |
| tvk        | 金曜 10:00 - 10:30 |
| 三重テレビ | 金曜 10:30 - 11:00 |

### 過去に放送
- IBC岩手放送（月1回）